# Xylothrips flavipes
Xylothrips flavipes is een keversoort uit de familie boorkevers (Bostrichidae). De wetenschappelijke naam van de soort is voor het eerst geldig gepubliceerd in 1801 door Illiger.